# Басарабяска (станція)
Басарабя́ска (рум. Gara Basarabeasca) — вузлова залізнична станція Молдовської залізниці. Розташована на півдні Молдови, у місті Бессарабка.
Від станції розгалужуються лінії на: 
- Арциз
- Абаклію (Рені)
- Каїнари (Бендери I).

## Проєкт відновлення руху до України
У планах «Укрзалізниці» передбачалося відновлення сполучення на гілці від станції Березине.
Восени 2016 року планувалися відновлювальні роботи на 6-кілометровій ділянці колії між Басарабяскою та станцією Березине, це питання також обговорювалося у  2022 році. 

### Відновлення
21 серпня 2022 року ділянку полотна достроково було повністю відновлено.
З 25 березня 2023 року відкритий третій прикордонний перехід між Україною та Молдовою на дільниці Серпневе-1 — Басарабяска. «Укрзалізниця» почала приймати перші заявки на перевезення вантажів через вказаний перехід, зокрема, на перевезення 8 вагонів з будівельними вантажами та 6 вагонів зі шлаками. Наразі це найкоротший маршрут до портів Рені, Галац, Джурджулешти, завдяки якому «Укрзалізниця» має можливість збільшити обсяги експортних та транзитних перевезень та дозволити пришвидшити та здешевити транспортування вантажів до портів України й у зворотному напрямку. Дільниця дозволяє перевозити додатково від 4 до 10 млн тонн вантажів на рік.

## Галерея

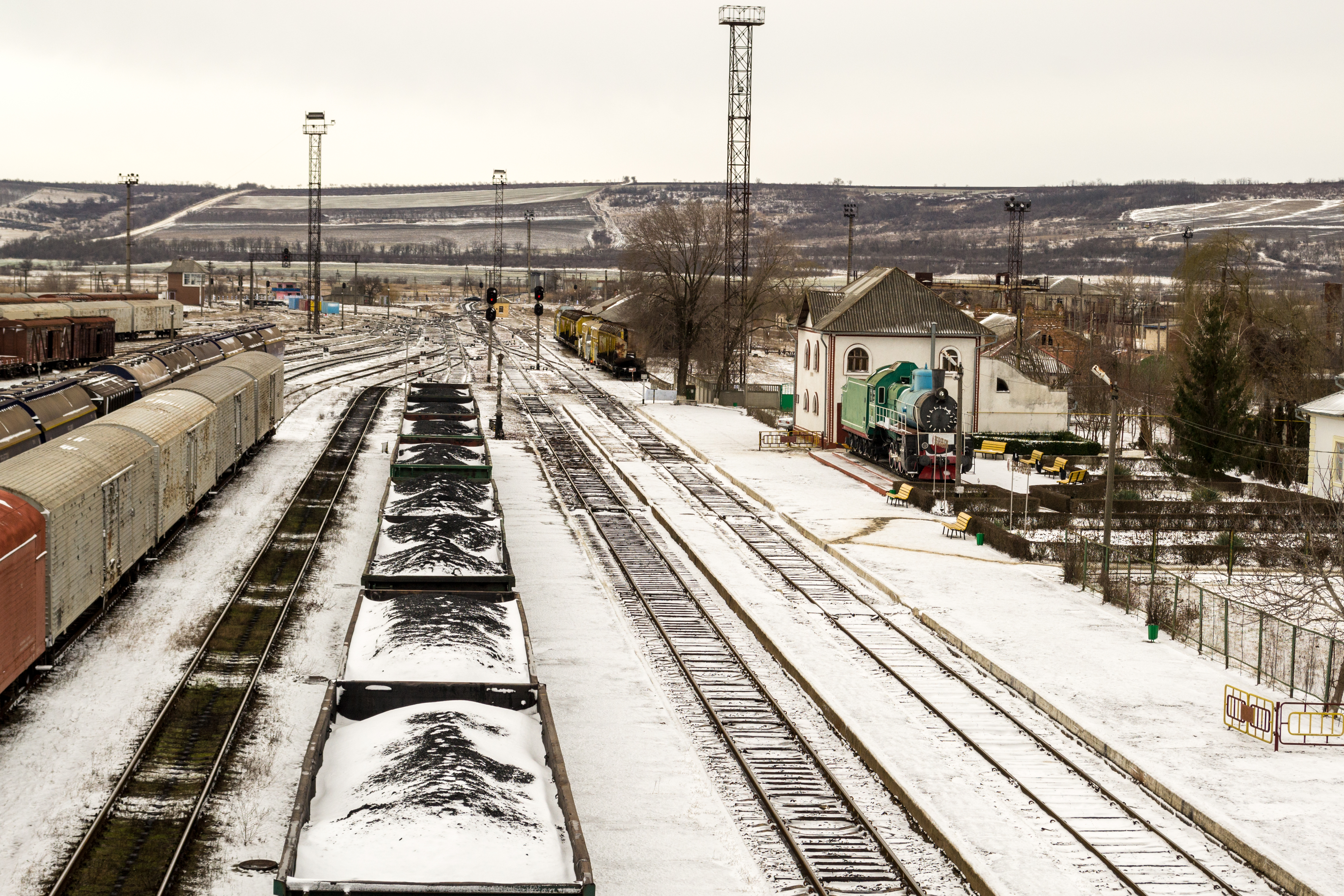
Краєвид станції Басарабяска, 2020-й рік
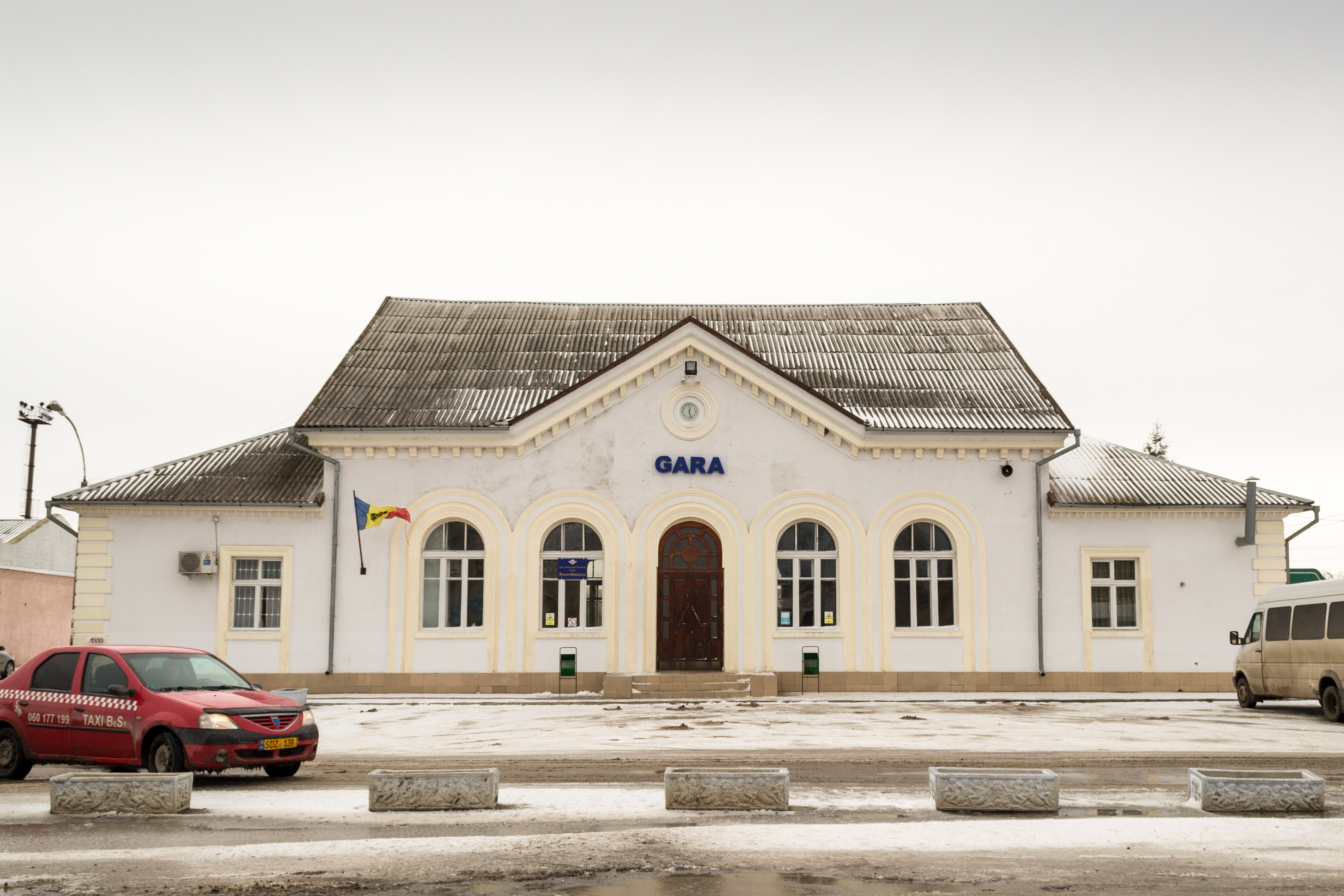
Вокзал станції Басарабяска, 2020-й рік